# Jarvis Engine Machine Company
Jarvis Engine Machine Company war ein US-amerikanischer Hersteller von Automobilen.

## Unternehmensgeschichte
Das Unternehmen hatte seinen Sitz in Lansing in Michigan. Es stellte Zubehör für Automobile her. 1902 entstanden außerdem sechs Personenkraftwagen nach Kundenaufträgen. Der Markenname lautete Jarvis. Pläne für eine reguläre Automobilproduktion wurden nicht mehr umgesetzt.
Nach 1902 verliert sich die Spur des Unternehmens.
Es gab in Lansing die Jarvis Engineering Works. Dieses Unternehmen wurde 1872 als Lansing Iron Works gegründet, später in Lansing Iron & Engine Works, Jarvis, Barnes & Company, 1893 in Jarvis Engine & Machine Works und 1922 in Jarvis Engineering Works umbenannt. Es war im Bereich von Dampfmotoren und ab den 1920er Jahren im Bereich Stahl beschäftigt. Es ist nicht bekannt, ob es das gleiche Unternehmen ist.

## Produkte
Ein Gerät war für Dampfwagen bestimmt. Es sendete einen Alarm, wenn der Wasservorrat zu niedrig war.
Die Pkw waren offene Runabouts. Eine Quelle meint, es waren Dampfwagen.